# Akitsushima
La Akitsushima è stata una nave portaidrovolanti della Marina imperiale giapponese, in servizio tra il 1942 e il 1944.

## Progetto
Dopo vari progetti che prevedevano la costruzione di navi portaidrovolanti in dimensioni variabili da 2400 a 10000 t, nel 1938 venne deciso di costruire questa classe di navi per supportare un attacco aereo tramite idrovolanti contro Pearl Harbor partendo dalle Isole Marshall, che non disponevano di alcuna installazione di supporto agli idrovolanti. La Akitsushima era una versione maggiorata del progetto da 2400 t, e doveva permettere anche la riparazione di battelli volanti come il Kawanishi H8K, che le navi appoggio idrovolanti allora in servizio non erano in grado di effettuare.
Ne vennero progettati cinque esemplari, dei quali il primo venne varato nel 1942 ed immesso subito in servizio. Il secondo venne impostato e demolito sullo scalo successivamente, gli ultimi tre cancellati. la nave venne dotata di una gru da 35 tonnellate in grado di portare a bordo anche i più grandi idro all'epoca disponibili, i Kawanishi H6K, e successivamente i più grandi Kawanishi H8K.

## Servizio

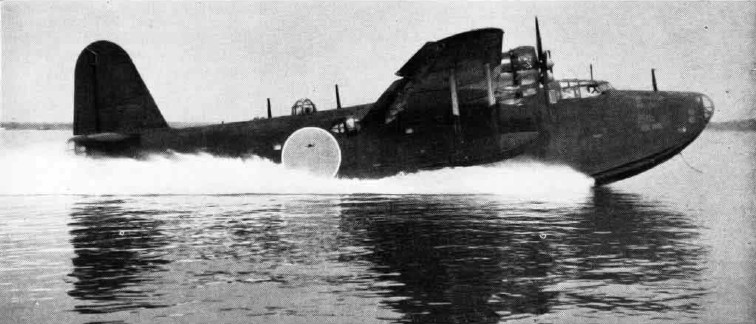
Un battello volante Kawanishi H8K1 al decollo.

Dopo il varo la nave venne destinata alla 25ª Flottiglia, 11ª flotta aerea, di base alle Isole Shortland, e fece rotta per Saipan e poi Rabaul. Al suo arrivo, avvenuto il 16 agosto 1942, iniziò la campagna di Guadalcanal, e due settimane dopo la nave venne colpita dalle bombe di un Boeing B-17 vicino all'isola di Buka. Le riparazioni durarono fino al 5 febbraio 1943; la nave successivamente, il 30 giugno 1943, fece rotta per l'isola di Paramushir per partecipare alla evacuazione dell'isola di Kiska, ritornando poi via Shanghai a Truk, dove fu danneggiata durante l'operazione Hailstone.
Dopo alcuni aggiornamenti che la trasformavano in nave riparazioni, venne assegnata alla Seconda Flotta. Nell'agosto 1944 fece rotta verso le Filippine, dove arrivò il 23 settembre, e nella baia di Coron venne attaccata ed affondata dagli aerei della Task Force 38 prima dell'inizio di quella che sarebbe stata la campagna delle Filippine (1944-1945).
Il relitto della nave è stato scoperto successivamente ed è meta di immersioni subacquee

## Navi nella classe
| Numero di scafo | Nave                  | Costruttore                             | Impostata       | Varata         | Completata     | Destino                                                                        |
| 131             | Akitsushima (秋津州?) | Kawasaki Shipbuilding, cantiere di Kōbe | 29 ottobre 1940 | 25 luglio 1941 | 29 aprile 1942 | Affondata in un attacco aereo a Coron Bay 11°59′N 120°02′E, 24 settembre 1944. |
| 303             | Chihaya (千早?)       | Kawasaki Shipbuilding, cantiere di Kōbe | 25 luglio 1941  |                |                | Costruzione fermata nell'autunno 1942. Rottamata in seguito.                   |
| 5031 5032 5033  |                       |                                         |                 |                |                | Cancellata il 5 maggio 1944.                                                   |